# لانس جاي ديكسون
لانس جاي ديكسون (بالإنجليزية: Lance J. Dixon)‏ هو فيزيائي أمريكي، ولد في 22 يونيو 1961.